# Cutting Moments
Cutting Moments és un curtmetratge de 1997 escrit, produït i dirigit per Douglas Buck, en cooperació amb The New School. La pel·lícula es va tornar a estrenar l'agost de 2004 com a part de la col·lecció d'holocaust suburbà de Buck Family Portraits: A Trilogy of America.

## Argument
Al centre d'una subdivisió uniforme i monòtona, la parella casada Sarah i Patrick viu amb les seves emocions aïllades entre ells i el seu fill, Joey. Patrick sembla ser fred i dur en ignorar l'existència de Sarah, i l'afecte que Patrick li va tenir una vegada ha desaparegut. Arriba al punt que els seus impulsos sexuals es manifesten en les seves accions cap a Joey. En una escena, Joey està jugant a l'exterior i posa dues joguines Power Rangers en una posició suggeridora a terra. Sarah es queda desconcertada quan escolta la discussió entre el seu marit i el seu fill més tard aquella nit.
A la taula del sopar, la Sarah li diu a Patrick que va tenir una conversa amb un advocat per telèfon i que és probable que s'enduguin Joey aviat. Patrick respon dient: "Tot sortirà bé". L'endemà al matí, en un intent de fer que Patrick la noti, la Sarah es maquilla i es posa un seductor vestit vermell. Quan Patrick mostra desinterès i menyspreu cap a la seva dona (ignorant-la i continuant mirant la televisió), la Sarah va al bany i es treu el llapis de llavis. Pensant que encara hi ha alguna cosa als llavis, comença a fregar-los repetidament amb un coixinet fins que estiguin ratllats i amb sang. Aleshores es talla els llavis amb unes tisores, la qual cosa fa que Patrick mostri un renovat interès per la seva relació. Aleshores, els dos tenen sexe plorós i sagnant, que culmina amb Patrick utilitzant un tallabarder per tallar el pit de la seva dona i el seu propi penis, morint per pèrdua de sang. L'endemà al matí, la policia arriba i troba els seus cossos, tot i que Joey està il·lès i portat a un lloc segur per un treballador social dels CPS.

## Repartiment
- Nica Ray com Sarah
- Gary Betsworth com a Patrick
- Jared Barsky com a Joey

## Reconeixement
Anita Gates de The New York Times va escriure sobre la pel·lícula "les escenes gairebé no es poden veure, però tenen un poder curiós i grotesc", i sobre el treball de Buck, "Hi ha una intel·ligència sòbria darrere del seu gore de baix pressupost, però el seu excés agut ofega l'anell de la veritat". Brian Bertoldo de Film Threat va escriure que la pel·lícula "porta l'espectador a un malson de bogeria i mutilació quan una parella casada es trenca per les costures", i assenyalant que tot i que l'horror real dels suburbis és gairebé massa comú per ser un tema de terror, "El que funciona és l'execució sagnant, això no és una cosa que veuràs a les notícies de les 11 en punt."

## Premis
- 1997, 3r lloc al Millor Curtmetratge, Festival de Cinema FanTasia
- 1998, nominació a un International Horror Guild Award